# Carry-Ann Tjong Ayong
Carry-Ann Tjong Ayong (Paramaribo, 10 februari 1941 – Utrecht, 15 december 2022) was een Nederlands schrijfster van Surinaamse afkomst.

## Leven en werk
Tjong Ayong werd geboren te Paramaribo, als derde kind van de chirurg en uroloog Frits Tjong Ayong en Paulina Comvalius. In 1955 verhuisde ze naar Nederland waar zij de Rijks-HBS in Groningen voltooide. Vervolgens studeerde zij Spaans aan de Rijksuniversiteit Groningen. Na haar verhuizing naar Utrecht haalde zij het doctoraal Klinische Pedagogiek aan de Rijksuniversiteit Utrecht. Op 28 december 1970 trouwde ze met de grafisch ontwerper Wim Verboven. Het paar kreeg twee kinderen, Isabel en Chris.
Tjong Ayong was landelijk bekend als activiste in maatschappij en politiek. Van 1990 tot 2001 maakte zij voor GroenLinks deel uit van de Provinciale Staten van Utrecht en van de gemeenteraad van Utrecht. Zij was hier voorzitter van de gemeentelijke commissie Algemene Zaken en Financiën en van de Utrechtse Veiligheidsprijs.
In 2000 won zij de Zami Award op het Black Magic Woman Festival met haar gedicht "De Wasvrouw", een gedeelde eerste prijs, samen met de Surinaamse dichteres Celestine Raalte. In 2002 debuteerde zij als dichter met de gelijknamige bundel, waarin ze jeugdherinneringen uit het Suriname van de jaren veertig schildert.
Als gevolg van een hersenbloeding was Tjong Ayong vanaf november 2000 linkszijdig verlamd. Ze was daardoor minder maatschappelijk actief, maar haar creativiteit nam toe. Zij speelde theater, onder andere "De Koningin van Paramaribo", hield voordrachten, danste en zette projecten op in ontwikkelingslanden. In 2003 en 2004 was ze betrokken bij het opzetten van een crèche in het marrondorpje Masiakriki aan de Boven-Suriname. Daartoe reisde ze met rolstoel en al per korjaal naar de binnenlanden van Suriname. In 2006 begon zij met Tolin Alexander aan op forumtheater gebaseerde projecten in het binnenland voor HIV/AIDSpreventie. Er zijn nu groepen in Masiakriki, Semoisi en Baling Soela.

## Eerbetoon
Zij werd in 2002 benoemd tot Ridder in de orde van Oranje Nassau en kreeg in datzelfde jaar de hoogste Marron-onderscheiding, de Gaanman Gazon Matodja Award. In de jaren 80 kreeg zij een onderscheiding van de Sandinisten voor projecten in de stad León.